# هونما مونهیسا
مونهیسا هونما (本間 宗久 هونما مونهیسا) (که به عنوان سوکیو هونما یا سوکیو هوما شناخته می‌شود و گاهی اوقات به عنوان سلطان بازارها نامیده می‌شود؛ ۱۷۲۴–۱۸۰۳) یک تاجر برنج از ساکاتا ژاپن بود که در مبادله برنج دوجیما در اوساکا در طول شوگون‌سالاری توکوگاوا تجارت می‌کرد. او گاهی به عنوان پدر نمودار شمعی، گونه‌ای از تحلیل فنی در بازارهای سهام مورد استفاده قرار می‌گیرد.